# Сосо Джабідзе
Сосо Джабідзе (груз. სოსო ჯაბიძე; нар. 14 серпня 1987, Багдаті, Імеретія) — грузинський борець греко-римського стилю, бронзовий призер чемпіонату Європи, учасник Олімпійських ігор.

## Життєпис
Боротьбою почав займатися з 2000 року.
Тренери — Мераб Тартшія, Ваша Кравеїшвілі.

## Спортивні результати на міжнародних змаганнях

### Виступи на Олімпіадах
| Змагання                    | Збірна | Вагова категорія                 | Місце |
| --------------------------- | ------ | -------------------------------- | ----- |
| Літні Олімпійські ігри 2012 | Грузія | греко-римська боротьба, до 96 кг | 13    |

### Виступи на Чемпіонатах світу
| Змагання                        | Збірна | Вагова категорія                 | Місце |
| ------------------------------- | ------ | -------------------------------- | ----- |
| Чемпіонат світу з боротьби 2010 | Грузія | греко-римська боротьба, до 96 кг | 22    |

### Виступи на Чемпіонатах Європи
| Змагання                         | Збірна | Вагова категорія                 | Місце  |
| -------------------------------- | ------ | -------------------------------- | ------ |
| Чемпіонат Європи з боротьби 2010 | Грузія | греко-римська боротьба, до 96 кг | Бронза |
| Чемпіонат Європи з боротьби 2011 | Грузія | греко-римська боротьба, до 96 кг | 7      |
| Чемпіонат Європи з боротьби 2012 | Грузія | греко-римська боротьба, до 96 кг | 10     |
| Чемпіонат Європи з боротьби 2013 | Грузія | греко-римська боротьба, до 96 кг | 7      |

### Виступи на Кубках світу
| Змагання                    | Збірна | Вагова категорія                 | Місце |
| --------------------------- | ------ | -------------------------------- | ----- |
| Кубок світу з боротьби 2010 | Грузія | греко-римська боротьба, до 96 кг | 8     |

### Виступи на інших змаганнях
| Змагання                                                      | Збірна | Вагова категорія                 | Місце  |
| ------------------------------------------------------------- | ------ | -------------------------------- | ------ |
| Золотий Гран-прі з боротьби 2010 (Тбілісі)                    | Грузія | греко-римська боротьба, до 96 кг | Бронза |
| Золотий Гран-прі з боротьби 2010 (Баку)                       | Грузія | греко-римська боротьба, до 96 кг | 11     |
| Турнір Дана Колова — Николи Петрова 2011                      | Грузія | греко-римська боротьба, до 96 кг | Бронза |
| Турнір Г. Картозія і В. Балавадзе 2011                        | Грузія | греко-римська боротьба, до 96 кг | 8      |
| Кубок Владислава Пітласинські 2011                            | Грузія | греко-римська боротьба, до 96 кг | 13     |
| Меморіал Олега Караваєва 2011                                 | Грузія | греко-римська боротьба, до 96 кг | Бронза |
| Турнір Дана Колова — Николи Петрова 2012                      | Грузія | греко-римська боротьба, до 96 кг | Золото |
| Олімпійський кваліфікаційний турнір з боротьби 2012 (Тайюань) | Грузія | греко-римська боротьба, до 96 кг | Бронза |
| Гран-прі Німеччини з боротьби 2012                            | Грузія | греко-римська боротьба, до 96 кг | Бронза |
| Кубок Президента Казахстану з боротьби 2012                   | Грузія | греко-римська боротьба, до 96 кг | 16     |
| Золотий Гран-прі з боротьби 2013 (Сомбатгей)                  | Грузія | греко-римська боротьба, до 96 кг | Бронза |
| Турнір Вехбі Емре 2014                                        | Грузія | греко-римська боротьба, до 98 кг | Бронза |
| Золотий Гран-прі з боротьби 2014 (Сомбатгей)                  | Грузія | греко-римська боротьба, до 98 кг | 13     |
| Золотий Гран-прі з боротьби 2014 (Баку)                       | Грузія | греко-римська боротьба, до 98 кг | 11     |
| Гран-прі FILA 2015                                            | Грузія | греко-римська боротьба, до 98 кг | 19     |
| Міжнародний турнір Любомира Івановича-Гедзи 2015              | Грузія | греко-римська боротьба, до 98 кг | Срібло |